# Saint-Michel-en-Brenne
Saint-Michel-en-Brenne är en kommun i departementet Indre i regionen Centre-Val de Loire i de centrala delarna av Frankrike. Kommunen ligger i kantonen Mézières-en-Brenne som tillhör arrondissementet Le Blanc. År 2022 hade Saint-Michel-en-Brenne 318 invånare.

## Befolkningsutveckling
Antalet invånare i kommunen Saint-Michel-en-Brenne
Referens:INSEE